# 覚満淵
覚満淵（かくまんぶち）は、群馬県前橋市富士見町赤城山にある湿原。赤城山の山頂付近、大沼の南東600メートルの位置にあり、小沼にも近い。標高は1,360メートル、周囲長は800メートルほどである。「小さな尾瀬」、「小尾瀬」とも言われる。
古くは湖であったが、覚満川を通じて水が大沼へ流出し、湿原となったもの。「かつては大沼の一部であった」（引用）、「大昔は大沼とひとつの湖であった」（引用）といった説明がなされることもある。地名は平安時代の「覚満」という名の人物に由来する。比叡山延暦寺の高僧であった彼が、当地で法会を行ったとされる。
当地では高山植物やコケ植物が群生している。春はミズバショウ（3月）、5月の新緑、初夏はレンゲツツジ（6月）、秋の紅葉（10月）が見所である。モウセンゴケやニッコウキスゲも見られる。泥炭層の薄い場所は、ススキやズミなどの低木林となっている。
湿原を一周する木道が敷設されており、付近の県立赤城公園ビジターセンターから徒歩30分間ほどで周遊できる。覚満淵を見下ろす鳥居峠の高台からは、遠く大沼まで見渡せる。

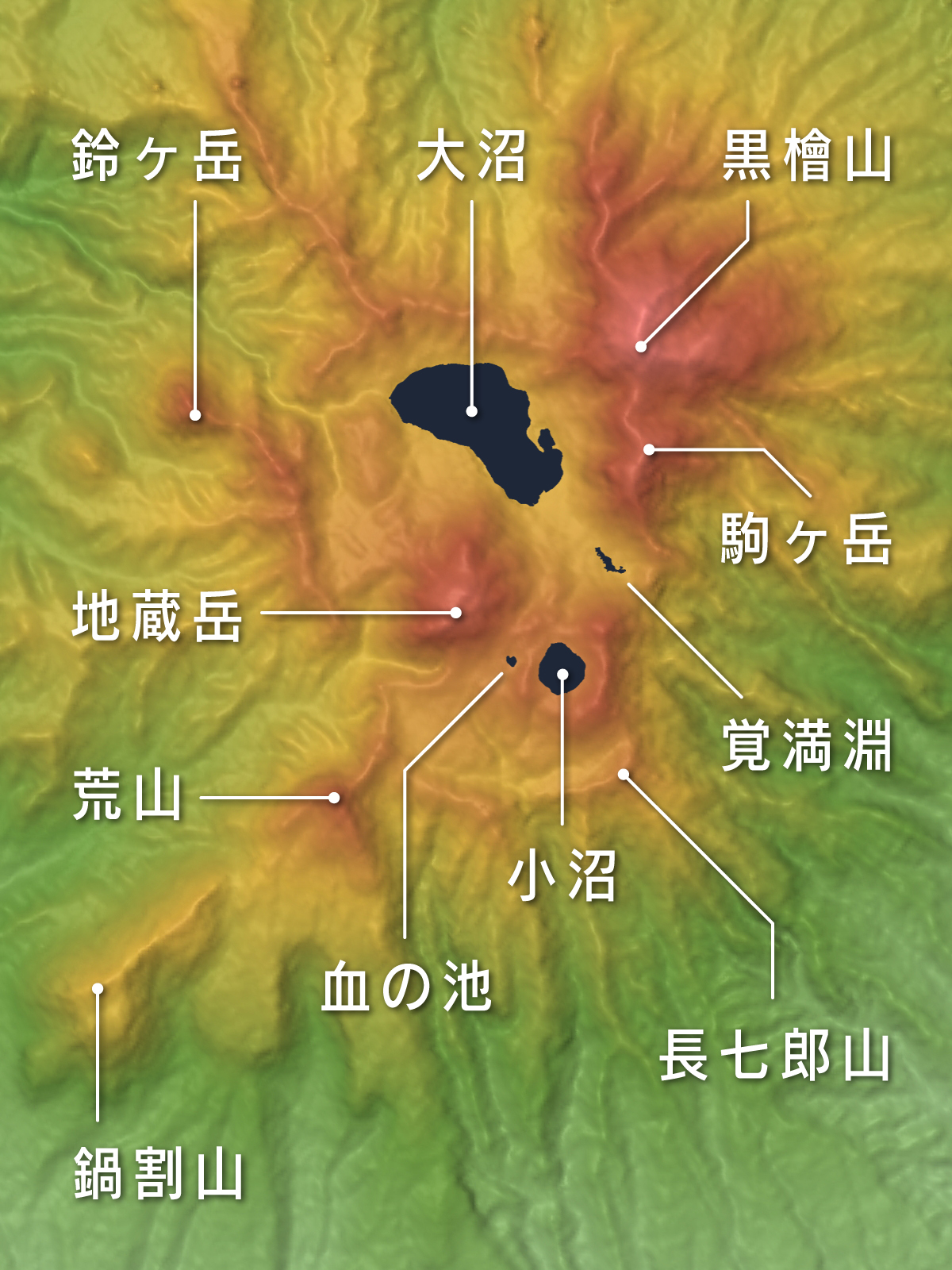
赤城山山頂地形図
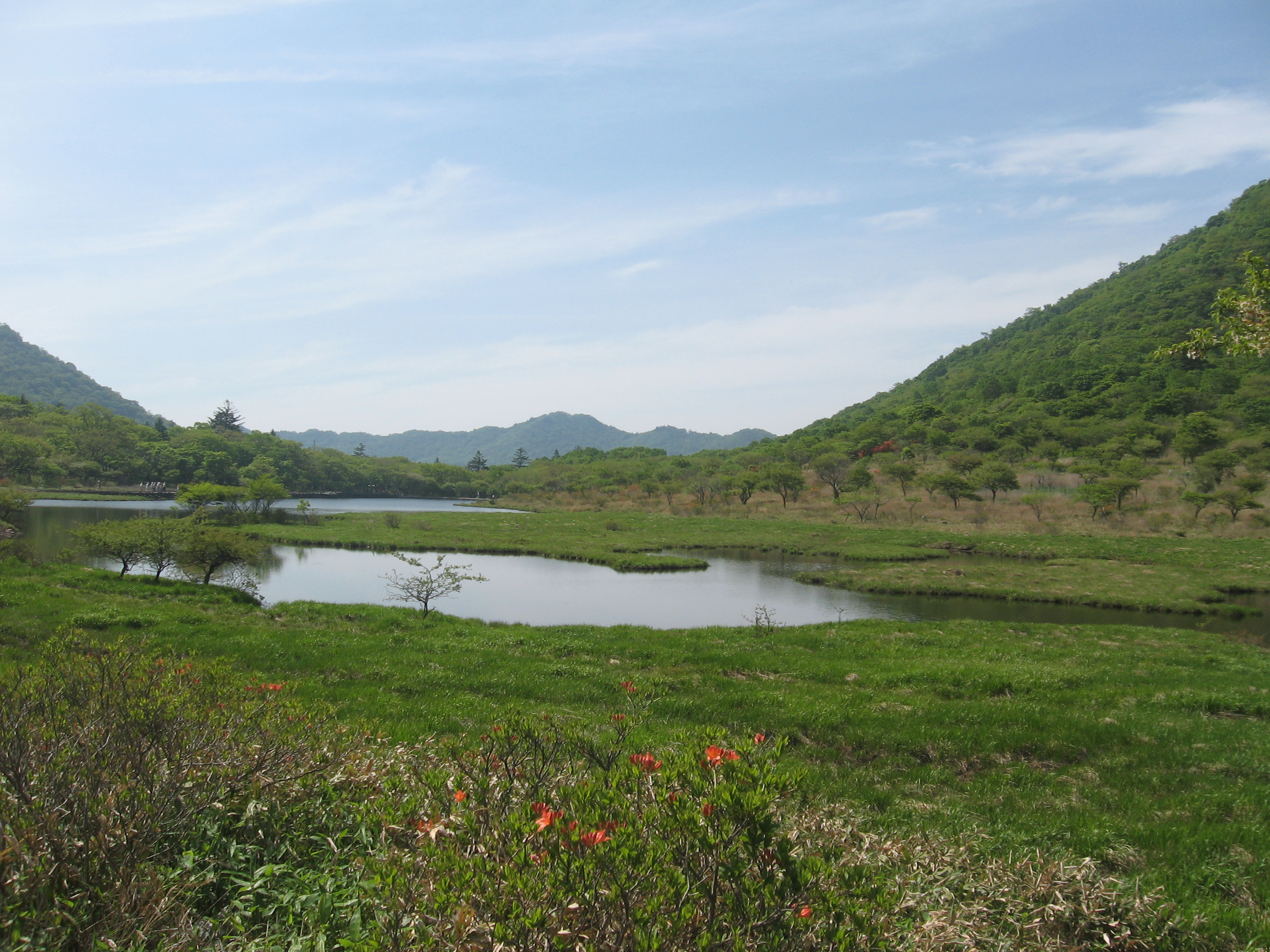
6月の覚満淵
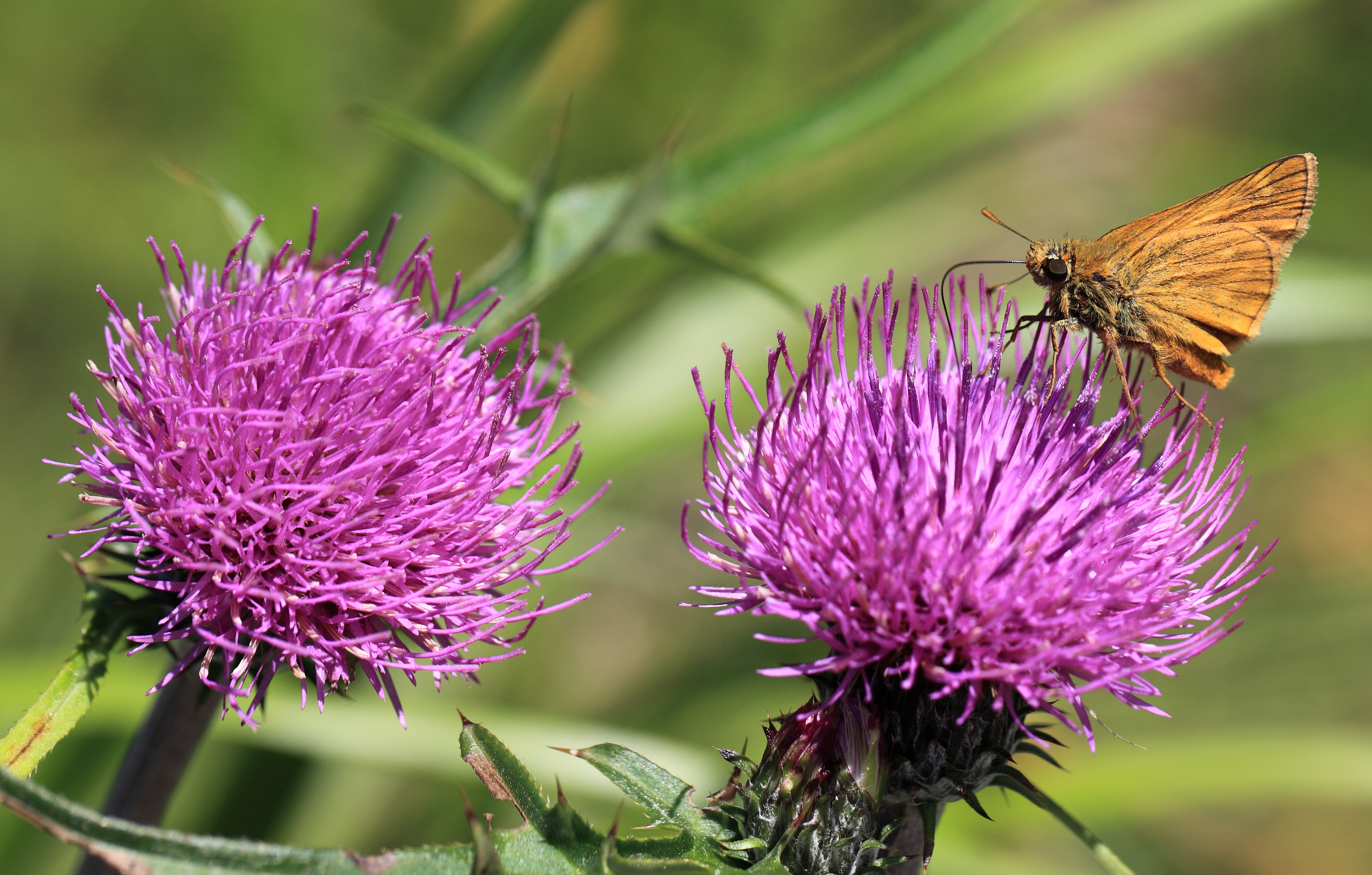
覚満淵に咲くアザミ
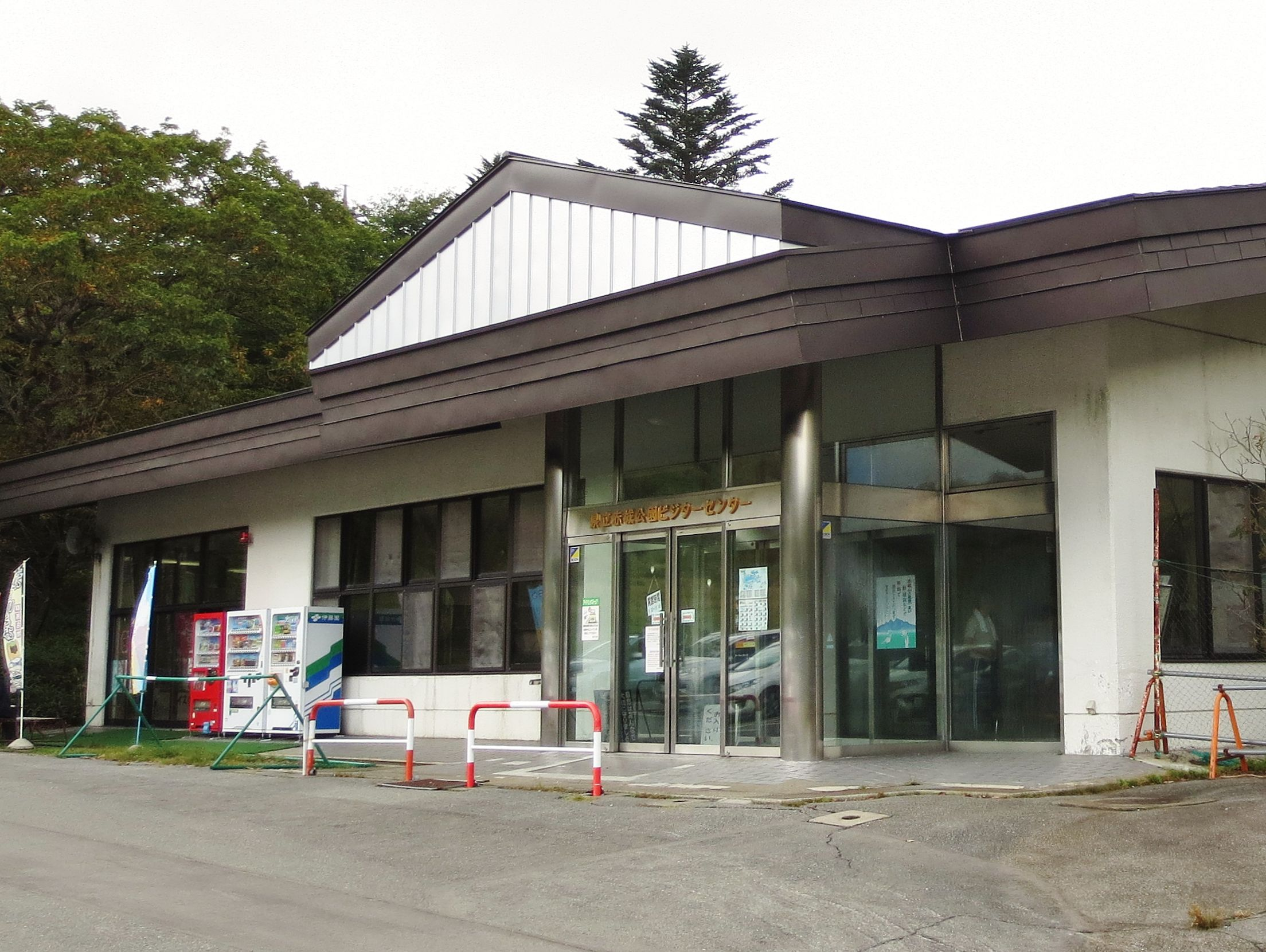
赤城公園ビジターセンター